# کاکل‌پری هیمالیا

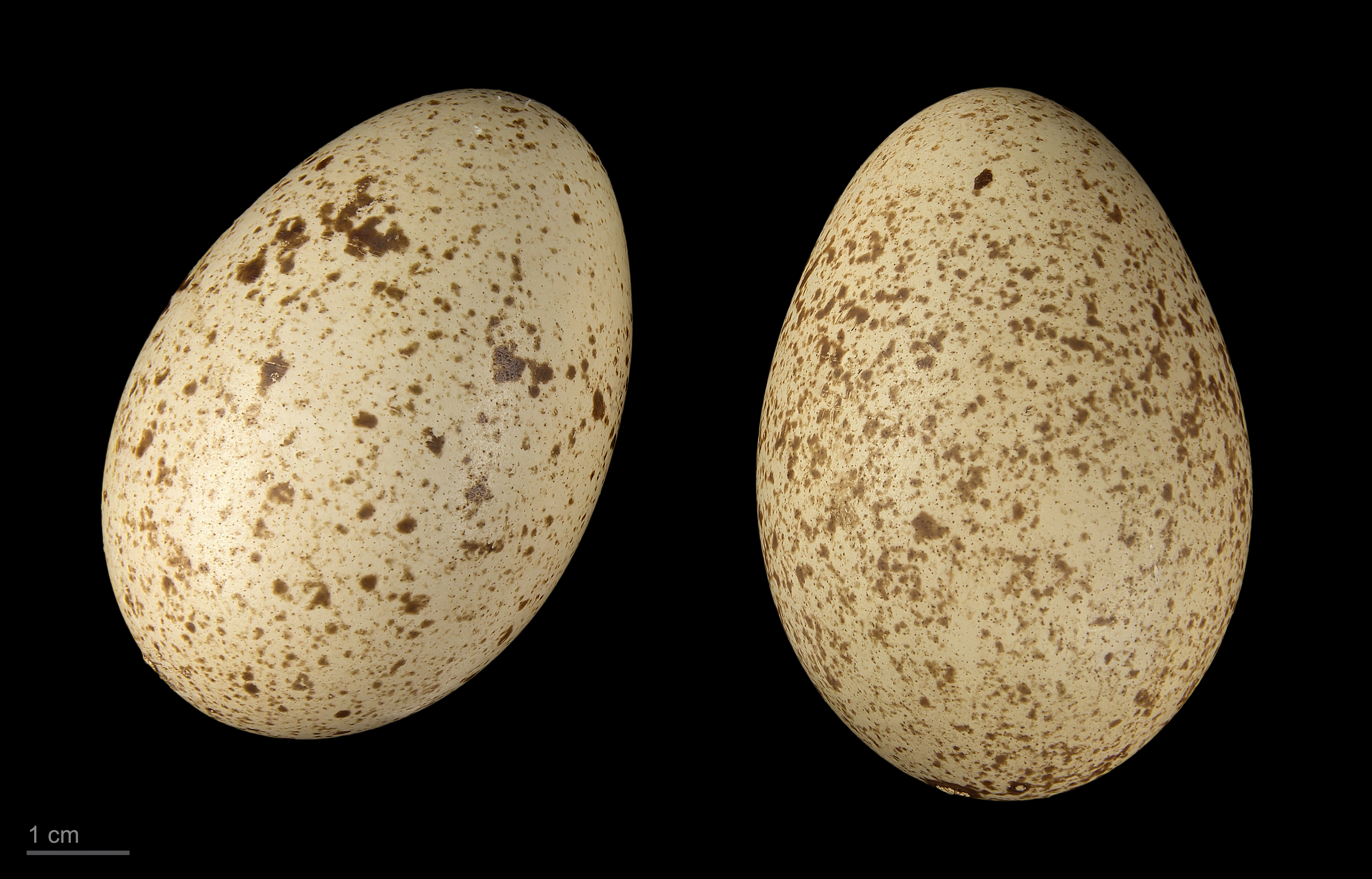
Lophophorus impejanus

کاکل‌پری هیمالیا (نام علمی: Lophophorus impejanus) نام یک گونه از سرده کاکل‌پری است.